# Vicente da Soledade e Castro
Dom Vicente da Soledade e Castro, O.S.B. (Porto, 1 de abril de 1763 — 31 de março de 1823) foi um prelado português, arcebispo da Bahia e Primaz do Brasil.
Professou sua fé pela Ordem de São Bento em 5 de janeiro de 1788. 
Eleito deputado pelo Minho em 28 de agosto de 1820, tomou parte nas Cortes Gerais e Extraordinárias da Nação Portuguesa, tornando-se o primeiro presidente desta Assembleia. 
Foi consagrado arcebispo da Arquidiocese de São Salvador da Bahia, tendo seu nome confirmado em 12 de novembro de 1820.
Por sua lealdade a Portugal, na época da independência do Brasil, manteve-se na metrópole.